# Il ritorno della mummia
Il ritorno della mummia (The Return of the Mummy) è il ventitreesimo libro della serie horror per ragazzi Piccoli brividi, ideata dallo scrittore statunitense R. L. Stine. È il seguito del quinto libro della serie, Mano di mummia.

## Trama
Gabe, la protagonista del primo racconto, torna in Egitto ospite di suo zio Ben e di sua cugina Sari. Come la volta precedente, porta con sé la sua mano mummificata, che alla fine del viaggio le appare stranamente fredda. Stavolta lo zio Ben, il celebre archeologo, ha raggiunto la camera di sepoltura del principe Khor-Ru all'interno della piramide e l'ha invitata per assistere alla sua apertura. Ben accompagna Gabe in un accampamento organizzato sotto alcune tende nella piana di Giza e gli consegna in regalo un amuleto consistente in uno gemma d'ambra con all'interno uno scarabeo, che si dice contenga un grande potere.
Il giorno dopo Ben, Gabe e Sari entrano nella piramide. Al gruppo si unisce Nila, una sedicente giornalista per cui Ben mostra subito di avere un debole, che indossa un amuleto simile a quello donato a Gabe da Ben ma privo dello scarabeo all'interno dell'ambra. Questa prima spedizione non porta però a nulla, in quanto Gabe precipita in una stanza infestata da una miriade di ragni. Viene poi soccorsa dagli altri che la riconducono all'esterno.
Due giorni dopo il gruppo ritorna nella piramide e stavolta raggiungono la camera di sepoltura, chiusa da un sigillo a forma di leone. Ben è deciso a rompere il sigillo, nonostante il Dr. Omar Fielding, un esperto egittologo collaboratore di Ben, spuntato all'improvviso dal buio, tenti di dissuaderli. Li avvisa anche che chiunque avesse letto per cinque volte ad alta voce il geroglifico inciso sopra la porta chiusa dal sigillo, avrebbe riportato in vita il principe egizio. La rimozione del sigillo da parte di Ben apre la porta che immette infine in una sala piena di tesori. In questa sala trovano anche un sarcofago che rivela contenere la mummia del principe Khor-Ru. In quel momento irrompono quattro agenti di polizia, chiamati da Omar, per prendere in consegna il tesoro. La sera, mentre all'accampamento hanno luogo i festeggiamenti, Nila si fa rivelare da Ben la formula magica per resuscitare la mummia di Khor-Ru. Subito dopo Gabe, per spaventare Sari, pronuncia scherzosamente la formula cinque volte.
Più tardi le due ragazzine vedono lo zio Ben e il dottor Fielding entrare furtivamente nella piramide, ma solo Omar ne esce. Sembra tra l'altro in stato di shock e ignora le loro domande. Gabe e Sari entrano allora nella piramide, raggiungono la camera di sepoltura e scoprono Ben privo di sensi intrappolato nel sarcofago. All'improvviso vengono attaccate dalla mummia, che ha preso vita. Gabe cerca di controllarla usando la sua mano mummificata, ma scopre di non averla più. Subito dopo appare anche Nila. Questa rivela di essere la sorella del principe Khor-Ru e di essere stata lei a riportarlo in vita: non bastava infatti pronunciare la formula cinque volte, ma le occorreva anche l'Evocatore, ovvero la mano mummificata di Gabe, che le aveva nel frattempo rubato. Il suo obiettivo fin dall'inizio era quello di riportare in vita il fratello per regnare con lui. Nila aizza la mummia del contro le ragazzine, tuttavia il principe, arrabbiato per essere stato svegliato dal sonno eterno, si avventa sulla sorella tentando di strangolarla. Gabe, cercando di separare i due, fa cadere in terra l'amuleto di Nila che si frantuma. Nila urlando confessa che nell'amuleto risiedeva il potere della sua immortalità: trasformatasi magicamente in uno scarabeo (che di notte si rifugiava appunto nel ciondolo), fugge nel buio della piramide.
Finalmente accorre la polizia chiamata da Omar. Ben aveva infatti già dei sospetti circa l'identità di Nila e dopo averla vista entrare nella piramide, l'aveva seguita con il collega. Nila aveva però già risvegliato la mummia e l'aveva tramortito ed intrappolato nel sarcofago. Anche la mummia è sconfitta ed è di nuovo priva di vita. Il libro si chiude però con l'interrogativo circa la sparizione di Nila, mutatasi in scarabeo, la quale parrebbe essersi infilata nel letto di Gabe.

## Personaggi
- Gabe Hassard: la giovane protagonista del racconto. Avventurosa e intraprendente, ha però il difetto di spaventarsi spesso e con facilità.
- Sari Hassard: cugina di Gabe e figlia di Ben. Estremamente competitiva, cerca sempre di dimostrare di essere migliore degli altri.
- Ben Hassard: lo zio di Gabe, un archeologo il cui sogno è di fare una scoperta storica che lo renda famoso.
- Dr. Omar Fielding: egittologo e collaboratore di Ben. Inizialmente creduto un traditore, si rivela poi innocente.
- La mummia del principe Khor-Ru. La sua tomba riporta l'ammonimento di lasciarlo riposare in pace.
- Nila Rahmad: sedicente giornalista egiziana che si rivela essere in realtà la millenaria sorella del principe Khor-Ru.

## Episodio TV
Nel 1995 è stata realizzata una trasposizione televisiva di questo libro. A differenza del libro è assente il personaggio dell'assistente Omar e Gabe è un ragazzo. Il principe inoltre non cerca di strangolare la sorella, ma sapendo che la sua immortalità risiede nel medaglione che ha al collo lo distrugge di sua iniziativa. 

## Edizioni
- R. L. Stine, Il ritorno della mummia, traduzione di Alessandra Padoan, collana Piccoli brividi, Arnoldo Mondadori Editore, 1995,  p. 144, ISBN 88-04-41370-0.